# 沃夫數
沃夫數（也稱為國際黑子數、相對黑子數或蘇黎世數）是用於測量太陽表面的太陽黑子和群組數目的數值。

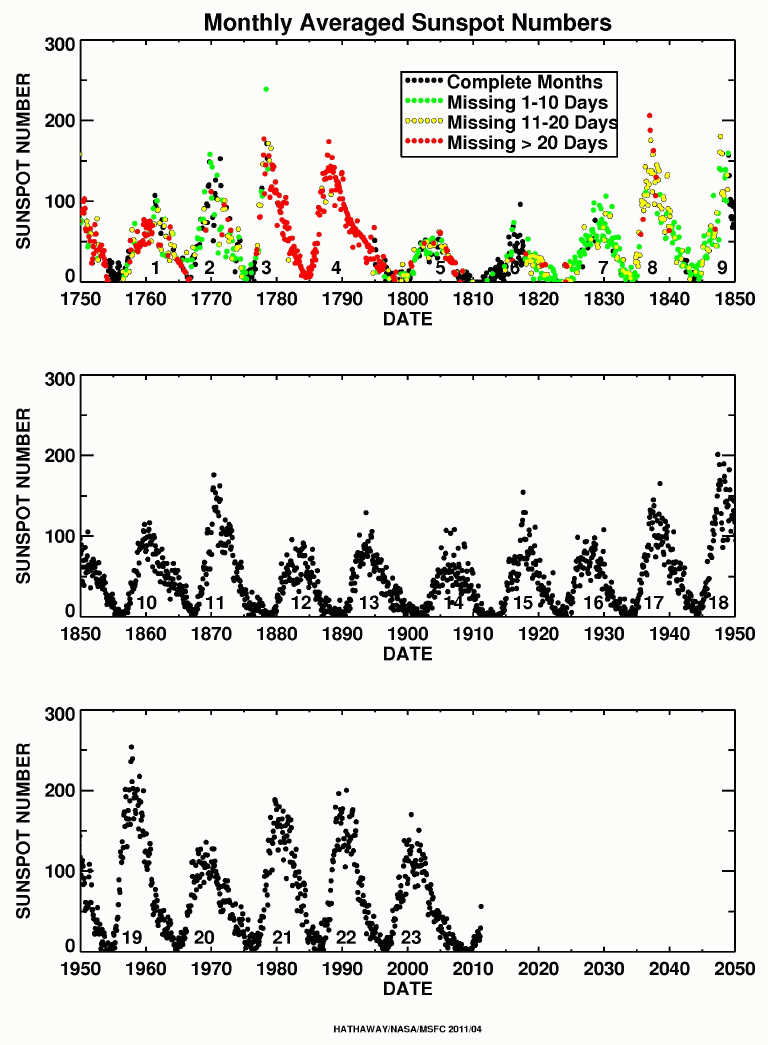
從1750年開始的沃夫數。

這個計算黑子數目的想法魯道夫·沃夫於1849年在瑞士的蘇黎世提出的，因此以他的名字（或地名）做為名稱，使用黑子數和它們的群數組合，以補償小黑子群對觀測數量的變異。
這個數值已經被研究人員記錄和製成表格累積了近200年，並且發現黑子的活動每9.5至11年附近到達它的極大值（註：依據SIDC最近300年的數據和使用FFT作用於數據得到的最大值平均週期是10.4883年。），這個週期在1843年首度被施瓦貝注意到。
相對數使用下列的公式來計算（每天收集一次黑子活動資料數值）：
{\displaystyle R=k(10g+s)\,\!}
此處R是黑子相對數，s是單獨計算的黑子數目，g是黑子的群數，還有k是隨地點和儀器改變的因素（也稱為天文台因素）。